# Thorichthys ellioti
Thorichthys ellioti és una espècie de peix de la família dels cíclids i de l'ordre dels perciformes.

## Morfologia
Els mascles poden assolir els 15 cm de longitud total.

## Distribució geogràfica
Es troba a l'Amèrica Central: conca del riu Papaloapán (Mèxic).